# Beris ziminae
Beris ziminae är en tvåvingeart som beskrevs av Rozkosny och Nartshuk 1980. Beris ziminae ingår i släktet Beris och familjen vapenflugor.
Artens utbredningsområde är Kazakstan. Inga underarter finns listade i Catalogue of Life.